# 塞古菲耶勒
塞古菲耶勒（法語：Ségoufielle，法語發音：[seɡufjɛl]）是法国热尔省的一个市镇，属于欧什区。

## 地理
塞古菲耶勒（43°37'52"N, 1°7'50"E）面积5.24 平方千米，位于法国奧克西塔尼大區热尔省，该省份为法国西南部内陆省份，北起顺时针与洛特-加龙省、塔恩-加龙省、上加龙省、上比利牛斯省、大西洋比利牛斯省和朗德省接壤。
与塞古菲耶勒接壤的市镇（或旧市镇、城区）包括：圣利夫拉德、梅朗维耶尔、拉塞尔-普拉代尔、利勒茹尔丹。

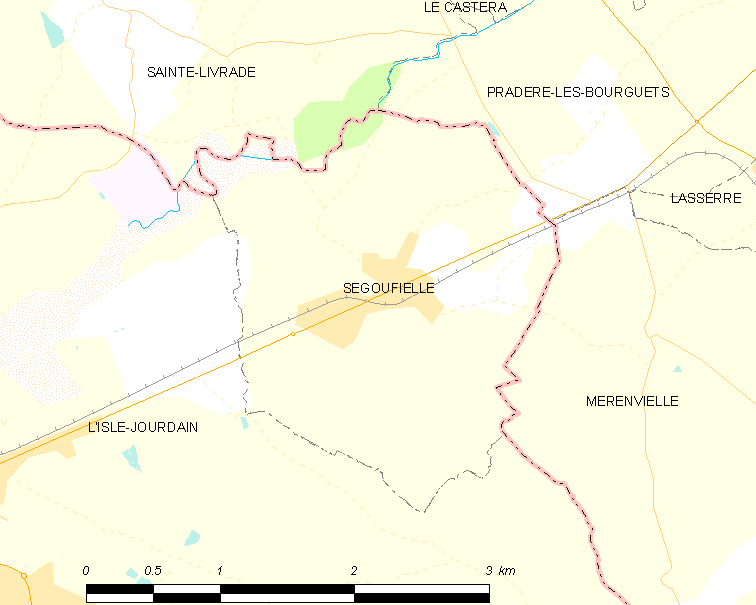
塞古菲耶勒的OSM定位图

塞古菲耶勒的时区为UTC+01:00、UTC+02:00（夏令时）。

## 行政
塞古菲耶勒的邮政编码为32600，INSEE市镇编码为32425。

## 政治
塞古菲耶勒所属的省级选区为利勒茹尔丹县。

## 人口

1962-2008年间塞古菲耶勒人口变化图示

塞古菲耶勒于2022年1月1日时的人口数量为1174人。